# Saint-Maurice-Colombier
Saint-Maurice-Colombier är en kommun i departementet Doubs i regionen Bourgogne-Franche-Comté i östra Frankrike. Kommunen ligger i kantonen L'Isle-sur-le-Doubs som tillhör arrondissementet Montbéliard. År 2022 hade Saint-Maurice-Colombier 889 invånare.

## Befolkningsutveckling
Antalet invånare i kommunen Saint-Maurice-Colombier
Referens:INSEE